# They Don't Bother Me
Albums de Young Buck
Buck the World
(2007) The Rehab
(2010)
They Don't Bother Me est le troisième album indépendant de Young Buck, sorti le 1er mai 2007.
Bien qu'enregistré avec G-Unit Records, l'album a été distribué par le label indépendant Street Dance.

## Liste des titres
| No  | Titre                                                              | Durée |
| --- | ------------------------------------------------------------------ | ----- |
| 1.  | Caught in the Wind (featuring First Born)                          | 3:45  |
| 2.  | Payback's a Bitch                                                  | 3:44  |
| 3.  | They Don't Bother Me (featuring Murda Ma$e, Spider Loc et 50 Cent) | 6:15  |
| 4.  | Bitch Before My Dog (Remix)                                        | 5:01  |
| 5.  | Purse First, Ass Last                                              | 4:30  |
| 6.  | Workin' With Something                                             | 4:09  |
| 7.  | Dangerous Minds (featuring JT the Bigga Figga, Juvenile et Skip)   | 4:20  |
| 8.  | Ya Know                                                            | 3:36  |
| 9.  | Ride or Die                                                        | 4:22  |
| 10. | Hard Hitters (featuring D-Tay et First Born)                       | 4:08  |
| 11. | Drop It                                                            | 3:41  |
| 12. | Don't Play                                                         | 3:49  |
| 13. | Gotta Get It (featuring Juvenile)                                  | 3:40  |
| 14. | Where da Love at                                                   | 4:40  |
| 15. | Back On Up                                                         | 4:42  |
| 16. | Don't Know Where I'm Headed                                        | 4:18  |
| 17. | Fired Up                                                           | 4:26  |
| 18. | Lord Knows                                                         | 4:41  |

| 19. | Man Down (featuring Prodigy) | 4:00 |